# Ligorio López
Ligorio López (3 de julho de 1933 – 31 de agosto de 1993) foi um futebolista mexicano que competiu na Copa do Mundo FIFA de 1958.